# Seznam medailistů na mistrovství České republiky v lezení na rychlost
Seznam medailistů na mistrovství České republiky v lezení na rychlost je chronologický přehled medailistů na Mistrovství České republiky v soutěžním lezení, které v této disciplíně sportovního lezení pořádá Český horolezecký svaz.
- mistři z roku 2016 jsou Petr Burian a Sára Urbanová
- nejvíce titulů mají sourozenci (minimálně) 7 Libor Hroza a (minimálně) 6 Lucie Hrozová

## Muži
- starší závody nejsou zmapované

| Poř. | Rok  | Město, stěna         | Datum             | Zlato          | Stříbro         | Bronz           | Závodníků |
| ---- | ---- | -------------------- | ----------------- | -------------- | --------------- | --------------- | --------- |
| ?    | 1999 |                      |                   | Daniel Kadlec  |                 |                 |           |
| ?    | 2000 | Police nad Metují    |                   | Daniel Kadlec  |                 |                 |           |
| ?    | 2001 |                      |                   |                |                 |                 |           |
| ?    | 2002 | Kladno, Hokok        | 22. června        | Jiří Švácha    | Pavel Slouka    | Dušan Balla     | 4+        |
| ?    | 2003 | Kladno, Hokok        | 21. června        | Libor Hroza    | Jiří Švácha     | Štěpán Stráník  | 5         |
| ?    | 2004 | Nový Bor             | 23. května        | Libor Hroza    | Jiří Švácha     | Jan Plzák       | 17        |
| ?    | 2005 | Liberec, Dlouhý Most | 18. června        | Libor Hroza    | Jiří Švácha     | Jakub Volf      | 14        |
| ?    | 2006 |                      |                   |                |                 |                 |           |
| ?    | 2007 | Praha, SmíchOff      | 1.-2. prosince    | Libor Hroza    | Martin Šifra    | Martin Stráník  | 8+        |
| ?    | 2008 | Praha, SmíchOff      | 29.-30. listopadu | Libor Hroza    | Martin Šifra    | Jiří Švácha     | 7         |
| ?    | 2009 | Nový Bor             | 5. prosince       | Libor Hroza    | Martin Šifra    | Jiří Švácha     |           |
| ?    | 2010 | Praha, Mammut        | 12. prosince      | Libor Hroza    | Jiří Švácha     | Michal Štěpánek | 5         |
| ?    | 2011 | Baldovec             | 30. července      | Milan Dvořáček | Adam Zdařil     | Martin Micka    |           |
| ?    | 2012 | Svitavy              | 2. prosince       | Jan Kříž       | Michal Štěpánek | Petr Klíma      | 4         |
| ?    | 2013 | Kladno, Sambar       | 30. listopadu     | Jan Kříž       | Marek Dvořák    | Petr Burian     | 8         |
| ?    | 2014 | Kladno, Sambar       | 5. října          | Jan Kříž       | Petr Burian     | Pavel Krůtil    | 8         |
| ?    | 2015 | Kladno, Sambar       | 10. října         | Jan Kříž       | Petr Burian     | Pavel Krůtil    | 4         |
| ?    | 2016 | Brno, Duro           | 17. prosince      | Petr Burian    | Matěj Burian    | Tomasz Sordyl   | 11        |

## Ženy
- starší závody nejsou zmapované

| Poř. | Rok  | Město, stěna         | Datum             | Zlato           | Stříbro             | Bronz              | Závodnic |
| ---- | ---- | -------------------- | ----------------- | --------------- | ------------------- | ------------------ | -------- |
| ?    | 1999 |                      |                   |                 |                     |                    |          |
| ?    | 2000 | Police nad Metují    |                   | Lenka Trnková   |                     |                    |          |
| ?    | 2001 |                      |                   |                 |                     |                    |          |
| ?    | 2002 | Kladno, Hokok        | 22. června        |                 |                     |                    |          |
| ?    | 2003 | Kladno, Hokok        | 21. června        | Eliška Karešová | Lucie Hrozová       | Lucie Rajfová      | 6        |
| ?    | 2004 | Nový Bor             | 23. května        | Eliška Karešová | Lucie Hrozová       | Anna Čermáková     | 16       |
| ?    | 2005 | Liberec, Dlouhý Most | 18. června        | Eliška Karešová | Lída Řepková        | Martina Gláserová  | 3        |
| ?    | 2006 |                      |                   |                 |                     |                    |          |
| ?    | 2007 | Praha, SmíchOff      | 1.-2. prosince    | Lucie Hrozová   | Eliška Karešová     | Daniela Kotrbová   | 4+       |
| ?    | 2008 | Praha, SmíchOff      | 29.-30. listopadu | Lucie Hrozová   | Daniela Kotrbová    | Lenka Frühbauerová | 3        |
| ?    | 2009 | Nový Bor             | 5. prosince       | Lucie Hrozová   | Anna Wágnerová      | Šárka Tesková      |          |
| ?    | 2010 | Praha, Mammut        | 12. prosince      | Lucie Hrozová   | Eva Křížová         | Daniela Kotrbová   | 6        |
| ?    | 2011 | Baldovec             | 30. července      | Eva Křížová     | Kateřina Janovská   | Nela Ambrožová     |          |
| ?    | 2012 | Svitavy              | 2. prosince       | Eva Křížová     | Milada Navrátilová  | —                  | 2        |
| ?    | 2013 | Kladno, Sambar       | 30. listopadu     | Lucie Hrozová   | Veronika Scheuerová | Andrea Pokorná     | 3        |
| ?    | 2014 | Kladno, Sambar       | 5. října          | Lucie Hrozová   | Veronika Scheuerová | Andrea Pokorná     | 3        |
| ?    | 2015 | Kladno, Sambar       | 10. října         | Andrea Pokorná  | Kateřina Bělková    | Sára Urbanová      | 4        |
| ?    | 2016 | Brno, Duro           | 17. prosince      | Sára Urbanová   | Andrea Pokorná      | Aneta Loužecká     | 5        |